# Club River Plate
El Club River Plate es una institución deportiva paraguaya destacada por la práctica de fútbol, con sede en el barrio Mburicaó de la ciudad de Asunción y fue fundado en 1911. En la actualidad milita en la Segunda División del fútbol nacional, específicamente en la Intermedia.
En la temporada 2018 logró el título de campeón de la Segunda División, por lo que desde 2019 compitió en la Primera División de Paraguay hasta 2021.

## Historia

### Inicios
Fundado el 15 de enero de 1911 el club logró su primer título en 1912, en su primera participación en una de las entonces organizaciones de fútbol paraguayo, la Liga Centenario.
A mediados del año siguiente, 1913, la Asociación Paraguaya de Fútbol (A.P.F.) organizó un cuadrangular que otorgaba un cupo para la Primera División de esa misma temporada, siendo este el primer intento del club de llegar a la máxima categoría de esa entidad, pero no lo pudo lograr. Mas ese mismo año participó del campeonato de Segunda División, logrando ganarlo, así consiguió su primer título de una división de la A.P.F. y su primer ascenso a lo que más tarde sería la máxima categoría del fútbol paraguayo.

### En la Primera División de la Liga Paraguaya
En su primera participación en el campeonato oficial de Primera División de la hoy A.P.F., en 1914 se adjudicaba el tercer puesto, ganando partidos a Cerro Porteño, Nacional y Guaraní.
El 12 de octubre de 1919 fue artífice el club de la mayor goleada registrada en la historia de la primera división paraguaya, pues ganó 16 a 0 al Marte Atlético, el cual luego se fusionaría con otros clubes para formar el Sportivo Luqueño, esta también constituye la mayor goleada registrada en la primera división de cualquiera de los 10 países miembros de Conmebol. Ese año, llegó al segundo puesto y a solo tres puntos de Cerro Porteño, que fue el campeón de la temporada, logrando así su primer subcampeonato. Participaron además Olimpia, Libertad, Guaraní, Nacional, Atlántida, Sastre Sport y Marte Atlético. Pero esa no fue la primera gran goleada propinada por River, ya antes había sido protagonista de otra de las mayores palizas del fútbol paraguayo al derrotar a Sol de América por el marcador de 12 a 2 en un juego válido por el campeonato de 1918.
Más tarde volvería a repetir el subcampeonato en 1926 y 1930, en esta última ocasión llegaría a la disputa de la última fecha como único líder, pero caería derrotado 3-1 ante Olimpia, situación que fuera aprovechada por Libertad que al ganar su compromiso lo sobrepasaría por un punto.
Siguió compitiendo en la principal categoría del fútbol hasta el año 1954, pues en esa temporada terminó penúltimo y debió descender (Primera se redujo de 11 a 9 clubes). Luego de sólo 3 años lograría por segunda vez ser campeón de la División Intermedia o Segunda, con lo cual retornaría a la máxima categoría.
En el campeonato de 1959 si bien sólo conseguiría el 8° puesto entre 10 equipos, su jugador Ramón Rodríguez se consagraría goleador del campeonato con 17 goles. En 1962 y 1963 por dos años consecutivos alcanzaría el tercer lugar general.

### Divisiones de ascenso
River Plate descendió a la División B o Primera División de Ascenso al final del campeonato de la Liga Paraguaya de Fútbol del año 1985, bajo la presidencia del Dr. Arnaldo Lataza Migone.[cita requerida] Al siguiente año, asumió la presidencia el Lic. Pablo Roberto Hume Tartonne,[cita requerida] y el club participó en Segunda los años 1986 y 1987, ascendiendo nuevamente a la Primera de Honor, en la que estuvo entre 1988 y 1994. En el año 1990 asumió la presidencia el Dr. Oscar Mora.[cita requerida] River descendió nuevamente a la División B, ya bajo la presidencia del Arq. Adolfo Martínez[cita requerida] al finalizar el larguísimo campeonato nacional integrado de 1994. Esto, por tercera vez en su historia, lo que le llevaría a militar por muchos años en diferentes categorías inferiores del Paraguay.
En el 2007 el club pasaría por su peor momento, pues acabaría en el último puesto de la Tercera División o Primera de Ascenso en su primera participación en la misma, pues acababa de bajar de la segunda. Este resultado lo llevaría por primera vez en su historia a la Cuarta y última categoría del fútbol metropolitano paraguayo.
Sin embargo, su recuperación sería rápida, pues en el 2008 ganaría uno de los dos grupos de su nueva categoría, aunque no podría ascender por terminar en cuarto lugar en el cuadrangular final.  En el 2009, el título de campeón le permitiría subir de la Cuarta División, gracias a sus 21 victorias, 3 empates y solo 6 derrotas a lo largo del torneo, con un récord de 92 goles en 30 partidos.
Al año siguiente, 2010 nuevamente se consagraría campeón, pero esta vez de la Tercera División, y en su primera temporada en la misma luego de retornar; coincidentemente, el Club General Martin Ledesma de Capiatá sería por segundo año consecutivo su vicecampeón, y además en divisiones diferentes.
Su primera incursión en la División Intermedia, tras el retorno, fue más o menos buena pues acabó en 5.º lugar en la temporada 2011. Sin embargo, los años siguientes no le iría tan bien y terminaría en los puestos 10.º en la temporada 2012, 13.º en la temporada 2013 y 9.º en la temporada 2014.

### Títulos en Intermedia, ascensos a Primera y descensos
En la temporada 2015, tras un gran campeonato, el equipo logró con suficiencia el ascenso a la Primera División en la fecha 27, a falta de tres jornadas para la finalización del torneo. En tanto que en la siguiente fecha se consagró campeón, logrando así su tercer título de Segunda División, el primero desde que se creó la División Intermedia.
En la temporada 2016 en Primera División, el club no realizó una buena campaña en el Torneo Apertura y terminó en la última posición de la tabla y con un bajo promedio. En el Torneo Clausura mostró una leve mejoría principalmente con el entrenador Daniel Farrar, pero debido a su bajo promedio en la fecha 17 a cinco fechas de culminar el campeonato se concretó su descenso a la División Intermedia.
En la temporada 2017 de la Segunda División el club tuvo que luchar hasta las últimas fechas para no caer en la zona de descenso, logrando la permanencia al acabar en la undécima posición de la tabla de posiciones y la duodécima en la tabla de promedios. 
En la temporada 2018 el club bajo la dirección técnica de Daniel Farrar prácticamente dominó el campeonato, liderando la tabla de posiciones casi en exclusividad, pero logrando el título y el ascenso recién en la última fecha. Logrando así su segundo ascenso a la máxima categoría en un periodo de cuatro años. En la Copa Paraguay el club en la primera fase eliminó al club Independiente de la Primera División, en la segunda fase eliminó al club Juventud de la Cuarta División, cayendo finalmente en octavos de final ante el club Cerro Porteño de la Primera División.
El club permanecería en Primera División por tres años consecutivos: un 2019 meritorio para un club recién ascendido, el complicado torneo 2020 en que el Apertura duraría casi 9 meses y el Clausura apenas 2 debido a los inconvenientes producidos por el COVID y finalmente en 2021 donde, tras un buen inicio, sucesivos malos resultados lo llevarían de nuevo al descenso.
El año 2022 participa de nuevo en la segunda categoría del fútbol paraguayo: la INTERMEDIA - APF

### Participaciones Internacionales
La Copa Sudamericana 2020 fue la primera histórica participación del club en competencias internacionales. 
En primera fase enfrentaría al Deportivo Cali de Colombia. Primero, de visitante, caería 2 a 1 (gol del Dionisio "El Loco" Pérez). El gol de visitante -por entonces de mayor valor en caso de igualdad en la diferencia de goles- alimentaba la ilusión. 
En Villa Elisa, campo del club Sol de América, sería el encuentro de vuelta. El partido terminaría a favor del equipo colombiano por 3 a 1 (gol -de nuevo- Dionisio Pérez). Pese a ello, el desarrollo de la serie resultó pareja, considerando los antecedentes de ambos equipos.
La segunda participación -consecutiva- en Copa Sudamericana 2021 fue aún más meritoria. Tras eliminar en la previa al Guaireña Futbol Club (de Paraguay) por 2 a 1 de visitante (Pablo Zeballos y Mario Otazú) y 4 a 2 de local (Pablo Zeballos, Marcelo Gonzalez, Diego Godoy y Luis Nery Caballero), pasaría a fase de grupos. 
En ésta, entraría a formar parte del Grupo E. 
Son dignos de destacar el empate en la 1.ª Fecha con Corinthians (de Brasil) de local 0 a 0 (primer punto obtenido en competencias internacionales), la victoria sobre Sport Huancayo (de Perú) en la 2.ª Fecha por 1 a 2 (Marcelo Gonzáles en las dos ocasiones) logrando su primera victoria en campeonatos internacionales, y el resonante triunfo sobre el histórico equipo uruguayo de Peñarol por 2 a 1 (Alex Garcete y Luis Nery Caballero, los goles) en la Fecha 5. 
Otra victoria sobre Huancayo y derrotas frente a Corinthians y Peñarol harían que cierre su participación con 10 puntos, por detrás del clasificado Peñarol, que sumaría 13 y pasaría a siguiente ronda.

## Uniforme
- Uniforme titular: Camiseta blanca con la banda roja que cruza la camiseta, pantalón negro, medias negras.
- Uniforme Suplente: Camiseta roja con rayas verticales blancas, pantalón negro, medias blancas. En ocasiones también era utilizada una camiseta con rayas rojas, blancas y negras.

## Sobrenombre
Según citan algunas fuentes, el sobrenombre de este equipo (El Kelito) provenía de una fábrica de helados, cuyo dueño, además de ser socio del club, realizaría una de las primeras donaciones a la infraestructura del primitivo estadio. Este acontecimiento tuvo lugar alrededor de los años '40, cuando el primer estadio del club se encontraba en la intersección de las avenidas Mariscal López y General Santos, de Asunción. 
Durante esas épocas, los primeros estadios de fútbol carecían de estructuras perimetrales, lo que provocaba que muchas veces la gente observara el espectáculo deportivo sin pagar boletos. Por esta razón, el club comenzó a buscar una alternativa para lograr que el foco de atención de los espectadores se centre en el interior del estadio y de esta forma conseguir ingresos a través del cobro de entradas. De allí surgiría la presencia de un socio del club, quien para concretar el primer cerco perimetral del estadio, donaría a la institución un gran número de pancartas de latón utilizadas para promocionar su fábrica de helados, conocida como Helados Kelito.
En consecuencia, la precaria estructura formada por esas pancartas fue tomada inicialmente como un medio de promoción por parte de este socio, de su fábrica de helados, pero con el paso del tiempo comenzaría a convertirse en un símbolo y distintivo para la institución, al punto tal de que el Estadio comenzaba a ser apodado como "El Kelito". Finalmente y a pesar de haber inaugurado un nuevo estadio, el término "El Kelito" ya se había popularizado en el ambiente futbolístico, como una mención directa al Club River Plate, más que a su estadio en sí. Al mismo tiempo, el nuevo estadio (localizado en Teodoro Mongelós 3800, del barrio Mburicaó de la capital paraguaya), es conocido bajo el seudónimo de "Los Jardines del Kelito", debido a que cuenta con una extensa vegetación en sus alrededores.
Por su parte, el predio de General Santos y Mariscal López quedaría convertido en una cancha de tierra (conocida vulgarmente como "potrero"), donde los jóvenes del barrio a la hora de asistir u organizar partidos en el mismo (llamados partidos so'ó en guaraní), se convocaban a la voz de ¡Vamos a jugar en el Kelito!, rememorando aquel viejo estadio del Club River Plate.

## Hinchada

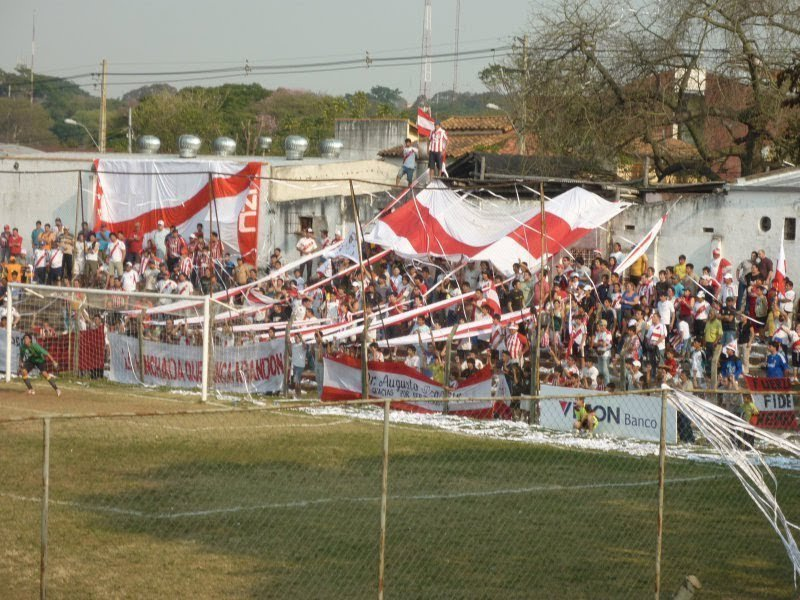
Hinchada del club

La hinchada es llamada "Los Kelitos". Pero también lleva el apodo de "La que nunca abandona" porque lo ha seguido en las últimas décadas en su participación por las más diversas categorías del fútbol paraguayo, a numerosos los campos de juegos de la capital y del interior del país. 
"Tana alienta desde el cielo" cuenta la historia de una fanática muerta en un accidente de tránsito al regreso de un partido. Por ser un club de barrio, existe una relación fuerte entre jugadores, dirigentes y fanáticos.

## Datos del club
- Actualizado al 2024

- Temporadas en 1ª: 77
- Temporadas en 2ª: 28
- Temporadas en 3ª: 4
- Temporadas en 4ª: 2
- Mejor puesto en 1ª: Subcampeón
- Peor puesto en 1ª: Último.
- Campeonatos nacionales: 0
- Subcampeonatos nacionales: 3
- Participaciones Internacionales: 2

| Torneo                | Ediciones  |
| --------------------- | ---------- |
| Copa Sudamericana (2) | 2020, 2021 |

### Cronologías de temporadas
En lo que va del siglo, el club ha estado en todas las divisiones del sistema de liga local:

## Jugadores

### Plantilla actual
- Actualizado el 11 de julio de 2022

### Jugadores destacados
- José Cardozo (1988-1990)
- Epifanio Zayas (1968-1971)
- Clemente Rolón (1973/75- 84/87)
- Roberto Fernández (1972/76)
- Alicio Solalinde (1971/77)
- Hugo Ovelar (1989/90)
- Diego Florentín (1930)
- Amadeo Ortega (1930)
- Aníbal Araujo  (1985-1990)
- Amancio Mereles (1984/85)

## Palmarés

### Torneos nacionales de la APF
| Torneos nacionales oficiales | Torneos nacionales oficiales | Torneos nacionales oficiales |
| Competición                  | Títulos                      | Subcampeonatos               |
| ---------------------------- | ---------------------------- | ---------------------------- |
| Primera división (0/3)       |                              | 1919, 1926, 1930.            |
| Segunda División (4/1)       | 1913, 1957, 2015, 2018.      | 1987.                        |
| Tercera División (1)         | 2010.                        |                              |
| Cuarta División (1)          | 2009.                        |                              |

| Torneo Preparación (1) | 1962 |
| ---------------------- | ---- |

### Liga Centenario de Paraguay
| Liga Centenario     | Liga Centenario | Liga Centenario |
| Competición         | Títulos         | Subcampeonatos  |
| ------------------- | --------------- | --------------- |
| Liga Centenario (1) | 1912.           |                 |